# Windpark Tarfaya
Der Windpark Tarfaya im Süden Marokkos, 20 km südlich der Stadt Tarfaya, wurde am 8. Dezember 2014 in Betrieb genommen. Der Windpark erstreckt sich über 8.900 Hektar und verfügt über 131 Windkraftanlagen des Herstellers Siemens Windenergie mit jeweils einer Leistung von 2,3 Megawatt (MW) und einem Rotordurchmesser von 101 Metern, zusammengenommen 301,3 MW.
Baubeginn war am 24. Dezember 2012. Zwischen Juni und Dezember 2014 wurden monatlich Bauabschnitte von jeweils 50 MW in Betrieb genommen.
In den Windpark wurden 450 Millionen Euro investiert, die von drei marokkanischen Banken stammen. Refinanziert wird der Windpark über einen 20-Jahre-Stromabnahmevertrag mit dem marokkanischen Office National de l’Electricité et de l’Eau Potable (ONEE). Der Bau begann im Januar 2013. Betreiber ist die Tarfaya Energy Company (TAREC), an der jeweils zur Hälfte die französische GDF Suez und die marokkanische Nareva Holding beteiligt sind. Es wird ein Regelarbeitsvermögen von 1000 Gigawattstunden (GWh) pro Jahr erwartet.
Zum Zeitpunkt der Inbetriebnahme war Tarfaya der größte Windpark Afrikas, wird aber nach der Inbetriebnahme des Windparks Lake Turkana von diesem übertroffen.